# 脱兎リベンジ
『脱兎リベンジ』（だっとリベンジ）は、秀章による日本のライトノベル。イラストはkyが担当している。ガガガ文庫（小学館）より2011年7月に刊行された。第5回小学館ライトノベル大賞ガガガ文庫部門ガガガ賞受賞作。

## あらすじ
桃武台高校を舞台に、ギターが趣味であるものの、部長の志鷹による仕打ちから練習場所を確保できていない主人公の兎田晃吉と出会った兎毛成結奈は、文化祭を前にして仲間とともに志鷹らに対してリベンジを行う計画を立てる。

## 登場人物
兎田晃吉（うさぎだ こうきち）
本作の主人公。一年生。軽音楽部所属でギター担当。
兎毛成結奈（ともなり ゆうな）
本作のヒロイン。二年生。漫画研究同好会の会長を努めている。
梅園乃ノ香
二年生。放送部所属。
菊間吾郎
二年生。
志鷹
軽音楽部の部長で、兎田晃吉に対して嫌がらせを行っている。

## 評価
本作は大吉堂が選定する将来の夢を探す中高生に薦める一冊になったり、ラノベニュースオンラインが開催した「みんなで選ぶベストライトノベル2011」の新人部門で1位に輝いたりしている。
第5回小学館ライトノベル大賞ガガガ文庫部門にてガガガ賞を受賞した。同賞のゲスト審査委員を務めた麻枝准は候補作の中で最もカタルシスが味わえる作品だと評価する反面、主人公に見た目の劣等感を強く持たせていることから、イラストのことを考えても読者を共感を覚えてもらうような作品にするのは難しいのではないかと分析している。

## 既刊一覧
- 秀章（著） / ky（イラスト） 『脱兎リベンジ』 小学館〈ガガガ文庫〉、2011年7月20日発売[7]、ISBN 978-4-09-451283-0

## オーディオブック版
2020年11月20日よりオーディオブック版がデータ販売されている。出演：木村隼人（朗読＋志鷹京平ほか）、榊原優希（兎田晃吉）、原紗友里（兎毛成結奈）、新津実稀奈（梅園乃ノ香ほか）、藤井隼（菊間吾郎ほか）、折原秋良（金城大貴ほか）、永崎舞弥（和泉千咲ほか）。